# Ангел (фильм, 2018)
«Ангел» (исп. El Ángel) — аргентино-испанская биографическая криминальная драма режиссёра Луиса Ортеги. В основе сюжета биографическая история аргентинского серийного убийцы Карлоса Робледо Пуча.
Фильм был представлен 11 мая 2018 года на Каннском кинофестивале в секции Особый взгляд. В Аргентине фильм вышел 9 августа 2018 года; в России — 31 января 2019 года.

## Сюжет
Семнадцатилетний юноша с кудрявыми волосами и детским лицом с детства стремился к чужим вещам, но только в подростковом возрасте проснулось его истинное желание стать вором. В школе он знакомится с Рамоном, с которым у них начинается история путешествий, любви и преступлений.
Из-за ангельской внешности пресса называет Карлоса «Ангелом смерти».
Всего он совершил более сорока краж и одиннадцать убийств.
В возрасте 20 лет Карлос был приговорён к пожизненному заключению. Сегодня, спустя 48 лет заключения, Карлос Робледо Пуч — узник, который пробыл за решёткой дольше, чем кто-либо за всю историю Аргентины.

## В ролях
- Лоренсо Ферро — Карлос Пуч
- Чино Дарин — Рамон
- Даниэль Фанего — Хосе, отец Рамона
- Мерседес Моран — Анна Мария, мать Рамона
- Сесилия Рот — Аврора, мать Карлоса
- Питер Ланзани — Мигель, сообщник Карлоса
- Луис Гнекко — Эктор, отец Карлоса

## Награды и номинации
Аргентина выдвигала фильм на премию «Оскар».